# Grafschaft VS

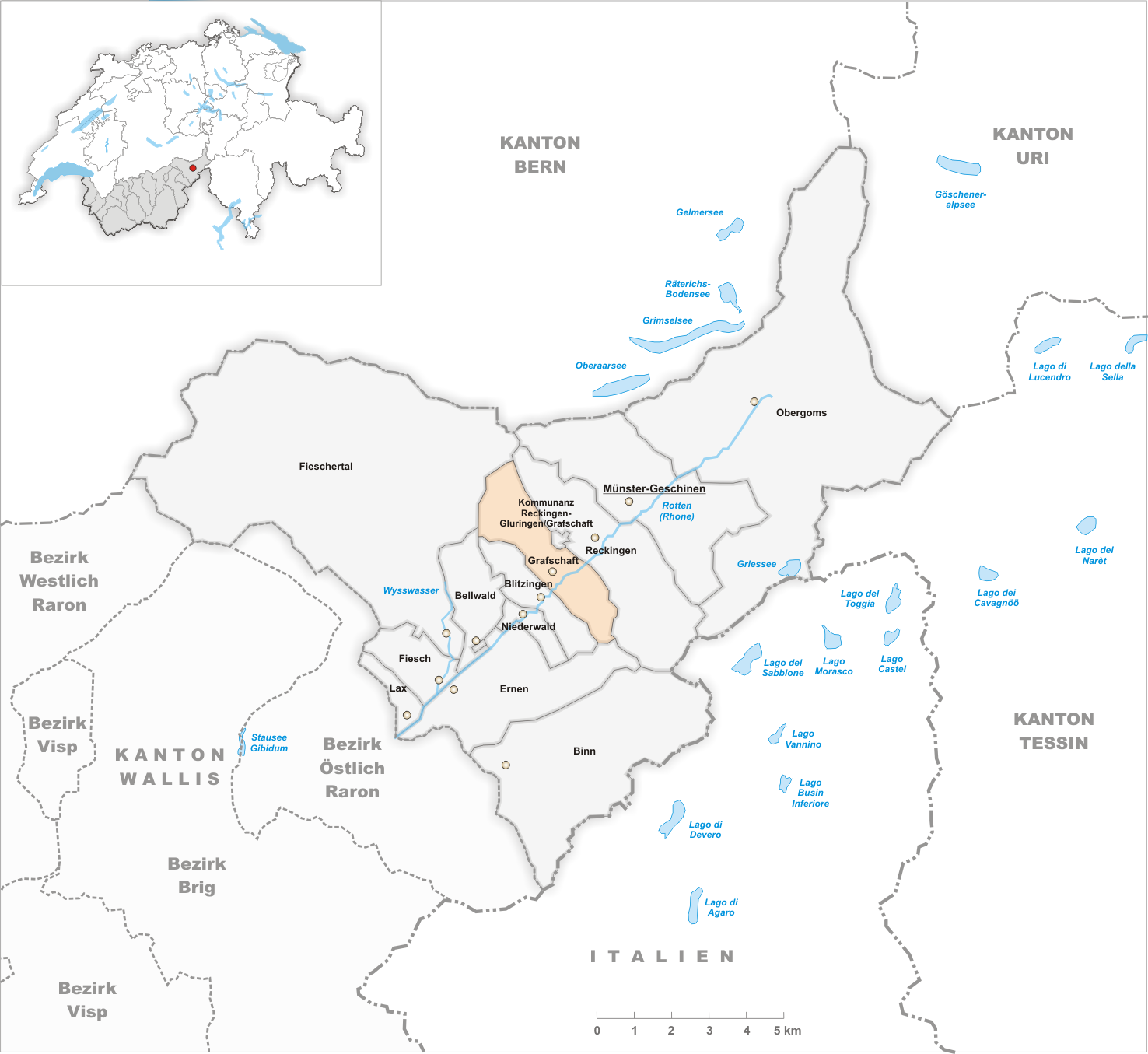
Gemeindestand vor der Fusion am 1. Januar 2017

| VS ist das Kürzel für den Kanton Wallis in der Schweiz. Es wird verwendet, um Verwechslungen mit anderen Einträgen des Namens Grafschaft zu vermeiden. |

Grafschaft [ˈgrɑːfʃɑft] war bis zum 31. Dezember 2016 eine Munizipalgemeinde des Bezirks Goms im deutschsprachigen Teil des Schweizer Kantons Wallis. Am 1. Januar 2017 fusionierte sie mit den Gemeinden Blitzingen, Münster-Geschinen, Niederwald und Reckingen-Gluringen zur neuen Gemeinde Goms. Grafschaft bildet überdies eine zum Dekanat Ernen gehörende Pfarrgemeinde.

## Geschichte
Die ehemalige Gemeinde Grafschaft entstand am 1. Januar 2001 aus den drei früheren Gemeinden Biel, Ritzingen und Selkingen. Der Name für die neue Munizipalgemeinde wurde vom gleichlautenden Gebietsnamen übernommen, der die Landschaft zwischen dem Walibach bei Selkingen bis zum Reckingerbach bezeichnet und vielleicht auf die einstigen Grafen von Mörel zurückgeht.

## Bevölkerung
| Bevölkerungsentwicklung | Bevölkerungsentwicklung | Bevölkerungsentwicklung |
| ----------------------- | ----------------------- | ----------------------- |
| Jahr                    | 2000                    | 2016                    |
| Einwohner               | 192                     | 210                     |

## Gemeindepräsidenten
| Amtszeit  | Name         | Partei |
| --------- | ------------ | ------ |
| 2001–2008 | Elmar Diezig | –      |
| 2009–2016 | Beat Mutter  | –      |

## Sehenswürdigkeiten

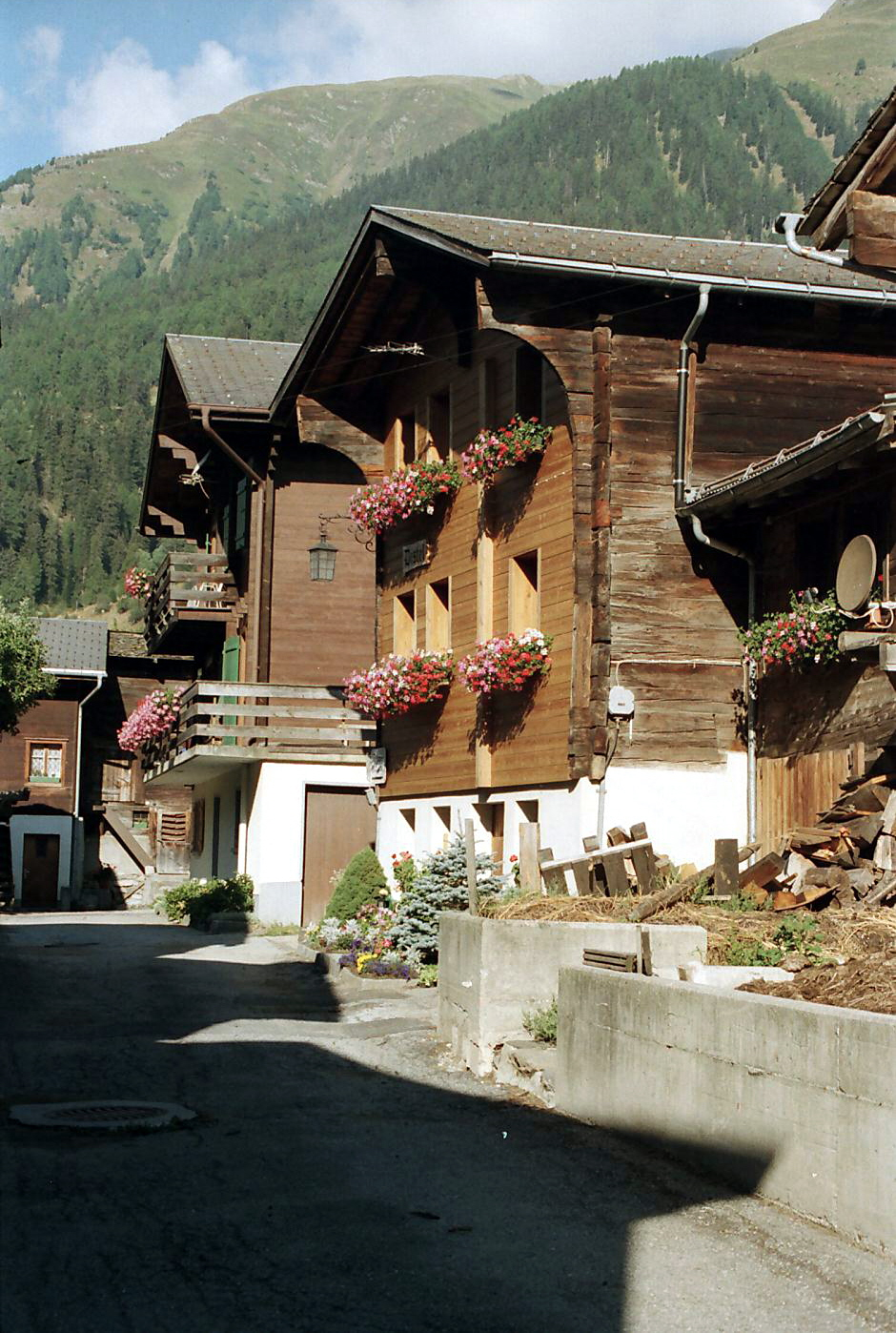
Holzhäuser in Ritzingen
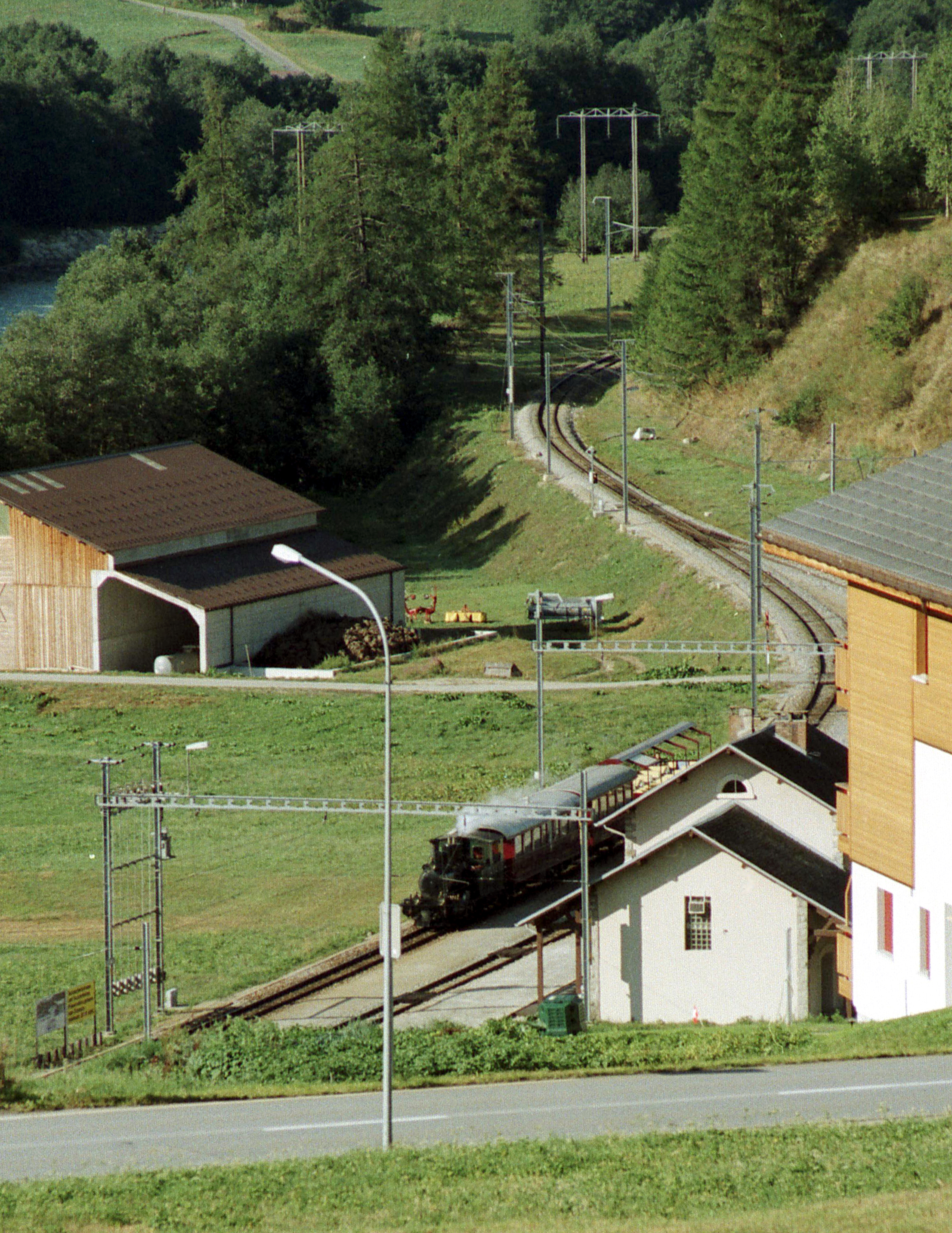
Dampfzug im Bahnhof Biel